# (32973) 1996 TN11
(32973) 1996 TN11 est un astéroïde de la ceinture principale découvert en 1996.

## Description
(32973) 1996 TN11 a été découvert le 11 octobre 1996 à l'observatoire de Kitami, situé à l'est d'Hokkaidō (Japon), par Kin Endate.

### Caractéristiques orbitales
L'orbite de cet astéroïde est caractérisée par un demi-grand axe de 2,57 ua, un périhélie de 2,33 ua, une excentricité de 0,09 et une inclinaison de 2,46° par rapport à l'écliptique. Du fait de ces caractéristiques, à savoir un demi-grand axe compris entre 2 et 3,2 ua et un périhélie supérieur à 1,666 ua, il est classé, selon la JPL Small-Body Database, comme objet de la ceinture principale.

### Caractéristiques physiques
(32973) 1996 TN11 a une magnitude absolue (H) de 14,6 et un albédo estimé à 0,169.